# Campeonato Soviético de Xadrez de 1959
O Campeonato Soviético de Xadrez de 1959 foi a 26ª edição do Campeonato de xadrez da União Soviética, realizado em Tbilisi, de 9 de janeiro a 11 de fevereiro de 1959. A competição foi vencida por Tigran Petrosian. Semifinais ocorreram nas cidades de Baku, Moscou, Rostov e Tasquente.

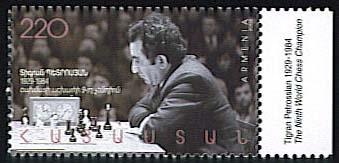
Petrosian em um selo comemorativo

## Classificação e resultados
|    | Jogador             | 1 | 2 | 3 | 4 | 5 | 6 | 7 | 8 | 9 | 10 | 11 | 12 | 13 | 14 | 15 | 16 | 17 | 18 | 19 | 20 | Total |
| -- | ------------------- | - | - | - | - | - | - | - | - | - | -- | -- | -- | -- | -- | -- | -- | -- | -- | -- | -- | ----- |
| 1  | Tigran Petrosian    | - | ½ | ½ | ½ | ½ | ½ | ½ | 1 | ½ | 1  | ½  | 1  | ½  | 1  | 1  | ½  | 1  | 1  | 1  | ½  | 13½   |
| 2  | Mikhail Tal         | ½ | - | ½ | ½ | ½ | 1 | ½ | 1 | 0 | ½  | 1  | 0  | 1  | 0  | ½  | 1  | 1  | 1  | 1  | 1  | 12½   |
| 3  | Boris Spassky       | ½ | ½ | - | ½ | 0 | 0 | ½ | ½ | 1 | 1  | 1  | 1  | ½  | ½  | ½  | 1  | ½  | 1  | 1  | 1  | 12½   |
| 4  | Ratmir Kholmov      | ½ | ½ | ½ | - | 1 | ½ | 1 | ½ | ½ | 1  | 1  | 0  | ½  | 0  | 1  | 1  | ½  | 1  | ½  | ½  | 12    |
| 5  | Mark Taimanov       | ½ | ½ | 1 | 0 | - | 0 | ½ | 1 | ½ | ½  | 1  | 1  | ½  | 1  | ½  | 1  | ½  | 1  | ½  | ½  | 12    |
| 6  | Lev Polugaevsky     | ½ | 0 | 1 | ½ | 1 | - | 0 | ½ | 1 | ½  | 0  | ½  | 0  | 1  | 1  | 1  | ½  | ½  | ½  | 1  | 11    |
| 7  | Paul Keres          | ½ | ½ | ½ | 0 | ½ | 1 | - | ½ | 1 | ½  | 0  | ½  | 1  | ½  | ½  | ½  | 1  | 0  | 1  | ½  | 10½   |
| 8  | Yuri Averbakh       | 0 | 0 | ½ | ½ | 0 | ½ | ½ | - | 1 | ½  | ½  | ½  | 1  | ½  | ½  | ½  | 1  | 1  | 1  | ½  | 10½   |
| 9  | Viktor Korchnoi     | ½ | 1 | 0 | ½ | ½ | 0 | 0 | 0 | - | 1  | 1  | ½  | 1  | ½  | 0  | 1  | ½  | ½  | 1  | ½  | 10    |
| 10 | Anatoly Lutikov     | 0 | ½ | 0 | 0 | ½ | ½ | ½ | ½ | 0 | -  | 1  | 1  | ½  | ½  | 1  | 0  | 1  | ½  | 1  | ½  | 9½    |
| 11 | Efim Geller         | ½ | 0 | 0 | 0 | 0 | 1 | 1 | ½ | 0 | 0  | -  | ½  | ½  | 1  | 1  | ½  | ½  | ½  | 1  | 1  | 9½    |
| 12 | Eduard Gufeld       | 0 | 1 | 0 | 1 | 0 | ½ | ½ | ½ | ½ | 0  | ½  | -  | ½  | ½  | ½  | ½  | 1  | ½  | ½  | ½  | 9     |
| 13 | David Bronstein     | ½ | 0 | ½ | ½ | ½ | 1 | 0 | 0 | 0 | ½  | ½  | ½  | -  | 1  | ½  | ½  | ½  | 1  | 0  | 1  | 9     |
| 14 | Jacob Yukhtman      | 0 | 1 | ½ | 1 | 0 | 0 | ½ | ½ | ½ | ½  | 0  | ½  | 0  | -  | ½  | 0  | 1  | ½  | ½  | 1  | 8½    |
| 15 | Semyon Furman       | 0 | ½ | ½ | 0 | ½ | 0 | ½ | ½ | 1 | 0  | 0  | ½  | ½  | ½  | -  | ½  | 0  | ½  | 1  | 1  | 8     |
| 16 | Bukhuti Gurgenidze  | ½ | 0 | 0 | 0 | 0 | 0 | ½ | ½ | 0 | 1  | ½  | ½  | ½  | 1  | ½  | -  | ½  | ½  | 0  | ½  | 7     |
| 17 | Evgeni Vasiukov     | 0 | 0 | ½ | ½ | ½ | ½ | 0 | 0 | ½ | 0  | ½  | 0  | ½  | 0  | 1  | ½  | -  | ½  | 1  | ½  | 7     |
| 18 | Nikolai Krogius     | 0 | 0 | 0 | 0 | 0 | ½ | 1 | 0 | ½ | ½  | ½  | ½  | 0  | ½  | ½  | ½  | ½  | -  | ½  | ½  | 6½    |
| 19 | Rashid Nezhmetdinov | 0 | 0 | 0 | ½ | ½ | ½ | 0 | 0 | 0 | 0  | 0  | ½  | 1  | ½  | 0  | 1  | 0  | ½  | -  | 1  | 6     |
| 20 | Aleksander Nikitin  | ½ | 0 | 0 | ½ | ½ | 0 | ½ | ½ | ½ | ½  | 0  | ½  | 0  | 0  | 0  | ½  | ½  | ½  | 0  | -  | 5½    |